# Stegoceras validum
Stegoceras (il cui nome significa "tetto a corno") è un genere estinto di dinosauro ornithischio pachycephalosauride vissuto nel Cretaceo superiore, circa 77.5–74 milioni di anni fa (Campaniano), in quella che oggi è il Nord America. Il genere contiene attualmente due specie: la specie tipo S. validum, i cui primi esemplari vennero ritrovati in Alberta, Canada, e descritti nel 1902. Nel corso degli anni sono state assegnate diverse altre specie a questo genere, ma da allora sono state spostate in altri generi o considerate sinonimi junior. Attualmente l'unica altra specie ascritta al genere è S. novomexicanum, nominata nel 2011 da fossili ritrovati nel Nuovo Messico. Tuttavia, anche la validità di quest'ultima specie è dibattuta e potrebbe non appartenere nemmeno al genere Stegoceras.
Stegoceras era un piccolo dinosauro bipede lungo circa 2-2,5 metri per un peso di circa 10-40 chilogrammi. Il cranio ha una forma vagamente triangolare, con un muso corto e una spessa calotta cranica, larga e relativamente liscia sulla parte superiore. La parte posteriore del cranio presenta una spessa "mensola" sopra l'osso occipitale e una spessa cresta sopra gli occhi. Gran parte del cranio era ornata da tubercoli (o "escrescenze" rotonde) e bozzi (o "pomelli"), allineati in file, i più grandi dei quali formavano delle piccole corna sulla mensola occipitale. I denti erano piccoli e seghettati. Si pensa che il cranio fosse piatto negli individui più giovani, sviluppando l'iconica cupola man mano che l'animale cresceva. La colonna vertebrale dell'animale era rigida così come la coda, mentre la regione pelvica era ampia, forse per ospitare un intestino esteso.
Originariamente noto solo per le cupole craniche, Stegoceras fu uno dei primi pachycephalosauri noti e l'incompletezza di questi resti iniziali portò a molte teorie sulle affinità di questo gruppo. Un cranio completo di Stegoceras con parti associate dello scheletro fu descritto nel 1924, il che fece più luce su questi animali. I pachycephalosauri sono oggi raggruppati con i ceratopsi nel gruppo Marginocephalia. Stegoceras stesso è stato considerato basale (o "primitivo") rispetto ad altri pachycephalosauri. La funzione della cupola è tutt'oggi dibattuta e teorie concorrenti includono l'uso di queste strutture nei combattimenti intraspecifici, esibizione sessuale o riconoscimento della specie. La specie tipo S. validum è nota dalla Formazione Dinosaur Park e dalla Formazione Oldman, mentre il controverso S. novomexicanum è nota dalla Formazione Fruitland e Kirtland.

## Scoperta e denominazione

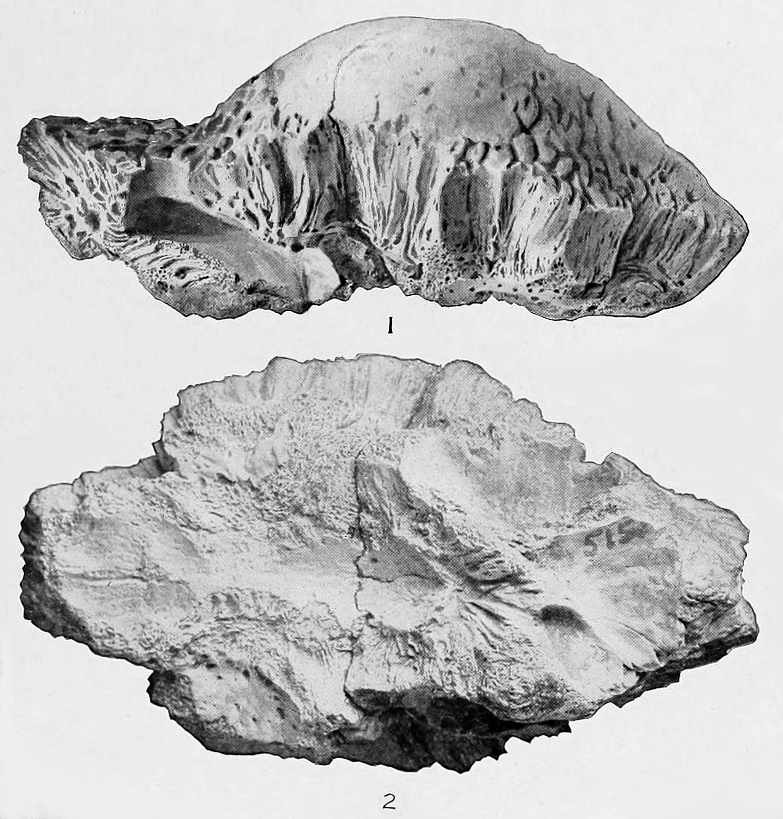
Cupola parziale CMN 515, lectotipo di S. validum, mostrato in vista laterale e ventrale

I primi resti noti di Stegoceras furono raccolti dal paleontologo canadese Lawrence Lambe dal Belly River Group, nel distretto di Red Deer River in Alberta, Canada. Questi resti consistevano in due cupole craniche parziali (esemplari CMN 515 e CMN 1423 nel Canadian Museum of Nature) appartenenti a due individui di diverse dimensioni raccolti nel 1898, e una terza cupola parziale (CMN 1594) raccolta nel 1901. Sulla base di questi esemplari, Lambe descrisse e nominò il nuovo genere e specie Stegoceras validus, nel 1902. Il nome del genere Stegoceras deriva dal greco stegè/στέγη che significa "tetto", e keras/κέρας che significa "corno". Il nome della specie, validus, significa "forte" in latino, forse in riferimento allo spesso tetto cranico. Poiché la specie era basata su più esemplari (una serie di sintipi), CMN 515 fu designato come esemplare lectotipo da John Bell Hatcher, nel 1907.
Poiché non erano mai stati ritrovati resti simili prima di allora, Lambe non era sicuro a che tipo di dinosauro appartenessero e se rappresentassero una o più specie; Lambe suggerì che le cupole fossero "prenasali" situate prima delle ossa nasali sulla linea mediana della testa e notò la loro somiglianza con il nucleo del corno nasale di un esemplare di Triceratops. Nel 1903, il paleontologo ungherese Franz Nopcsa von Felső-Szilvás suggerì che le cupole frammentarie di Stegoceras rappresentassero in realtà ossa frontali e nasali e che l'animale avrebbe quindi avuto un singolo corno spaiato. Lambe fu favorevole a questa idea di un nuovo tipo di "dinosauro unicorno" in una recensione del 1903 dell'articolo di Nopcsa. A quel tempo, c'era ancora incertezza su a quale gruppo di dinosauri appartenesse Stegoceras, contendendosi tra i ceratopsidi e gli stegosauri. Hatcher dubitava che tutti e tre gli esemplari di Stegoceras appartenessero alla stessa specie e che fossero dinosauri, e suggerì che le cupole fossero costituite dalle ossa frontali, occipitali e parietali del cranio. Nel 1918, Lambe riferì un'altra cupola (CMN 138) a S. validus, e nominò una nuova specie, S. brevis, basandosi sull'esemplare CMN 1423 (che originariamente aveva incluso in S. validus). A quel tempo, considerava questi animali come membri di Stegosauria (allora composta da entrambe le famiglie di dinosauri corazzati, Stegosauridae e Ankylosauridae), in una nuova famiglia che chiamò Psalisauridae (chiamata così per il tetto del cranio a forma di cupola).
Nel 1924, il paleontologo americano Charles W. Gilmore descrisse un cranio completo di S. validus con resti postcranici associati, all'epoca i resti più completi di un dinosauro dalla testa a cupola. L'esemplare venne scoperto nel Belly River Group dal paleontologo americano George F. Sternberg, nel 1926, e catalogato come esemplare UALVP 2 presso il Laboratorio di paleontologia dei vertebrati dell'Università di Alberta. Questa scoperta confermò l'interpretazione di Hatcher delle cupole come costituite dall'area frontoparietale del cranio. L'esemplare UALVP 2 venne ritrovato con piccoli elementi ossei disarticolati allora ritenuti gastralie (costole addominali), mai stati ritrovati in altri dinosauri ornitischi (uno dei due principali gruppi di dinosauri). Gilmore sottolineò che i denti di S. validus erano molto simili a quelli della specie Troodon formosus (denominata nel 1856 e all'epoca nota solo per denti isolati) e descrisse una cupola cranica scoperta vicino alla località in cui venne ritrovato Troodon. Pertanto, Gilmore considerò Stegoceras un sinonimo junior non valido di Troodon, rinominando così S. validus in T. validus e suggerì che anche le due specie potessero essere lo stesso animale. Inoltre, trovò che S. brevis fosse identico a S. validus e quindi un sinonimo junior di quest'ultimo. Collocò anche queste specie nella nuova famiglia Troodontidae (poiché Lambe non aveva selezionato un genere tipo per i suoi Psalisauridae), che considerava più vicina ai dinosauri ornithopodi. Poiché il cranio sembrava così specializzato rispetto allo scheletro dall'aspetto piuttosto "primitivo", Nopcsa dubitò che queste parti appartenessero effettivamente insieme e suggerì che il cranio appartenesse a un nodosauro, lo scheletro a un ornitopode e le presunte gastralie (costole addominali) a un pesce. Questa affermazione fu confutata da Gilmore e Loris S. Russell negli anni '30.
Tuttavia, la classificazione di Gilmore fu supportata dai paleontologi americani Barnum Brown ed Erich Maren Schlaikjer nella loro revisione del 1943 dei dinosauri dalla testa a cupola, allora noti da 46 crani. Da questi esemplari, Brown e Schlaikjer nominarono le nuove specie T. sternbergi e T. edmontonensis (entrambe provenienti dall'Alberta), oltre a spostare la grande specie T. wyomingensis (nominata nel 1931) nel nuovo genere Pachycephalosaurus, insieme ad altre due specie. Trovarono T. validus distinto da T. formosus, ma considerarono S. brevis la forma femminile di T. validus, e quindi un sinonimo junior. A quel tempo, i dinosauri dalla testa a cupola erano considerati parenti degli ornithopodi o degli ankylosauri, in base all'autore. Nel 1945, dopo aver esaminato i calchi dei denti di T. formosus e S. validus, il paleontologo americano Charles M. Sternberg dimostrò le differenze tra i due, e suggerì invece che Troodon fosse un dinosauro teropode, e che i dinosauri dalla testa a cupola dovessero essere inseriti in una famiglia a sé stante. Sebbene Stegoceras fosse il primo membro di questa famiglia ad essere nominato, Sternberg chiamò il gruppo Pachycephalosauridae, nome basato su Pachycephalosaurus, poiché trovò quel nome (che significa "lucertola dalla testa spessa") più descrittivo. Sternberg considerò anche le specie T. sternbergi e T. edmontonensis come membri di Stegoceras, trovò valida la specie S. brevis e nominò una nuova specie, S. lambei, basandosi su un esemplare precedentemente denominato S. validus. La separazione da Troodon fu supportata da Russell nel 1948, che descrisse un dentario di un teropode con denti quasi identici a quelli di T. formosus.
Nel 1953, Birger Bohlin nominò la specie Troodon bexelli basandosi su un osso parietale proveniente dalla Cina. Nel 1964, Oskar Kuhn considerò questa come una specie inequivocabile di Stegoceras, S. bexelli. Nel 1974, le paleontologhe polacche Teresa Maryańska e Halszka Osmólska conclusero che le "gastralie" di Stegoceras erano in realtà tendini ossificati, dopo aver identificato tali strutture nella coda del pachycephalosauro asiatico Homalocephale. Nel 1979, William Patrick Wall e Peter Galton nominarono la nuova specie Stegoceras browni, basandosi su una cupola appiattita, precedentemente descritta come una femmina di S. validus da Galton nel 1971. Il nome specifico onora Barnum Brown, che trovò l'esemplare olotipo (esemplare AMNH 5450 nell'American Museum of Natural History) in Alberta. Nel 1983, Galton e Hans-Dieter Sues spostarono S. browni in un proprio genere, Ornatotholus (ornatus è latino per "adornato" e tholus per "cupola"), e lo considerarono il primo membro americano noto di un gruppo di pachycephalosauri "dalla testa piatta", precedentemente noti solo dall'Asia. In una revisione dei pachycephalosauri del 1987, Sues e Galton modificarono il nome specifico validus in validum, che venne successivamente utilizzato nella letteratura scientifica. Questi autori sinonimizzarono anche le specie S. brevis, S. sternbergi e S. lambei con S. validum. Inoltre, scoprirono che S. bexelli differiva da Stegoceras per diverse caratteristiche e lo considerarono un pachycephalosauro indeterminato. Nel 1998, Goodwin e colleghi considerarono Ornatotholus un S. validum giovanile, pertanto sinonimizzarono la specie in S. validum.

### Studi recenti

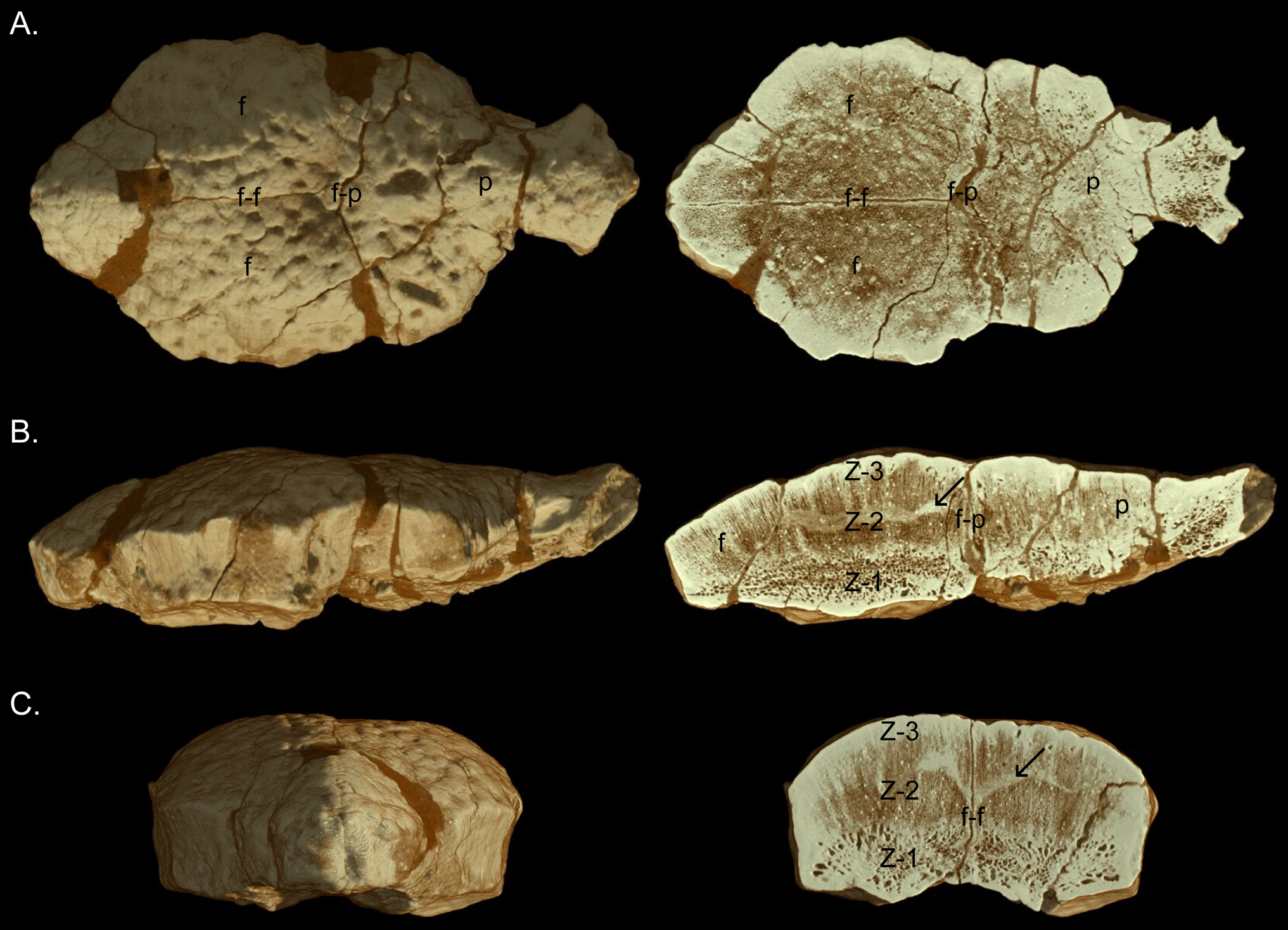
Immagini TC dell'esemplare AMNH 5450, un individuo giovanile dalla testa piatta (in precedenza considerato il genere distinto "Ornatotholus"), in sezione (sulla destra)

Nel 2000, Robert M. Sullivan attribuì le specie S. edmontonensis e S. brevis al genere Prenocephale (fino ad allora noto solo dalla specie mongola P. prenes), e trovò più probabile che la specie S. bexelli appartenesse a Prenocephale anziché a Stegoceras, ma lo considerò comunque un nomen dubium (nome dubbio, senza caratteri distintivi) a causa della sua incompletezza, notando che il suo esemplare olotipo sembrava essere andato perduto. Nel 2003, Thomas E. Williamson e Thomas Carr considerarono Ornatotholus un nomen dubium, o, forse, uno Stegoceras giovanile. In una revisione del 2003 di Stegoceras, Sullivan convenne che Ornatotholus fosse un sinonimo junior di Stegoceras, spostò S. lambei all'interno di un nuovo genere, Colepiocephale, e S. sternbergi in Hanssuesia. Sullivan affermò che il genere Stegoceras era diventato un taxon cestino per i pachycephalosauri nordamericani di piccole e medie dimensioni. A quel tempo, decine di esemplari erano stati riferiti a S. validum, tra cui diverse cupole craniche troppo incomplete per essere identificate con certezza come Stegoceras. L'esemplare UALVP 2 è ancora l'esemplare più completo di Stegoceras, su cui si basa la maggior parte della comprensione scientifica del genere. La specie S. brevis venne spostato nel nuovo genere Foraminacephale nel 2016 da Ryan K. Schott Schott e David C. Evans, mentre S. bexelli venne spostato in un nuovo genere, Sinocephale, nel 2021 da Evans e colleghi. Nel 2023, Aaron D. Dyer e colleghi analizzarono le suture ed elementi individuali nei crani dei pachycephalosauri Gravitholus e Hanssuesia, e non hanno trovato alcuna distinzione significativa tra loro e Stegoceras validum. Pertanto, entrambi vennero considerati sinonimi junior, con Gravitholus che rappresenta lo stadio finale nella crescita di Stegoceras.
Nel 2002, Williamson e Carr descrissero una cupola cranica (esemplare NMMNH P-33983 nel New Mexico Museum of Natural History and Science) dal bacino di San Juan, Nuovo Messico, che considerarono un giovane pachycephalosauro appartenente ad una specie incerta (forse attribuibile a Sphaerotholus goodwini). Nel 2006, Sullivan e Spencer G. Lucas lo considerarono un giovane S. validum, il che avrebbe ampliato notevolmente l'areale geografico e intervallo temporale della specie. Nel 2011, Steven E. Jasinski e Sullivan considerarono l'esemplare un individuo adulto e lo resero l'olotipo della nuova specie Stegoceras novomexicanum, con altri due esemplari (SMP VP-2555 e SMP VP-2790) come paratipi. Tuttavia, un'analisi filogenetica condotta da Watabe e colleghi nel 2011 non ha posizionato le due specie di Stegoceras vicine tra loro.
Nel 2016, Williamson e Stephen L. Brusatte hanno ristudiato l'olotipo di S. novomexicanum e hanno scoperto che i paratipi non appartenevano allo stesso taxon dell'olotipo e che tutti gli esemplari coinvolti erano giovani. Inoltre, non sono stati in grado di determinare se l'esemplare olotipo rappresentasse la specie distinta S. novomexicanum, o se fosse un giovane individuo di S. validum o Sphaerotholus goodwini, o un altro pachycephalosauro precedentemente noto. Nel 2016, Jasinski e Sullivan hanno difeso la validità di S. novomexicanum; hanno concordato sul fatto che alcune caratteristiche utilizzate per diagnosticare la specie erano indicative di uno stadio subadulto, ma presentavano ulteriori caratteristiche diagnostiche nell'olotipo che distinguono la specie. Hanno anche sottolineato alcune caratteristiche adulte, che potrebbero indicare eterocronia (differenza nella tempistica dei cambiamenti ontogenetici tra taxa correlati) nella specie. Hanno ammesso che i paratipi e altri esemplari assegnati differivano dall'olotipo per avere crani più fortemente bombati, riferendosi invece ad essi come cf. S. novomexicanum (difficile da identificare), ma hanno trovato probabile che appartenessero tutti allo stesso taxon (con gli esemplari assegnati che erano adulti), a causa dell'intervallo stratigrafico ristretto e dell'intervallo geografico. Dyer e colleghi hanno scoperto che l'olotipo di S. novomexicanum potrebbe rappresentare in realtà uno Sphaerotholus goodwini immaturo, perché i tratti unici proposti di S. novomexicanum scomparivano attraverso l'ontogenesi in S. validum.
Nel 2024, un esemplare di pachycephalosauro dalla Formazione Aguja è stato descritto e assegnato a Stegoceras sulla base di analisi morfometriche. Si trattava di un individuo giovane, paragonabile ai giovani di S. validum, ma diverso per alcuni aspetti. I descrittori dell'esemplare lo hanno considerato un possibile rappresentante di una nuova specie meridionale di Stegoceras, ma non di S. novomexicanum, poiché lo studio ha concluso che era dissimile da altri esemplari di Stegoceras e quindi probabilmente non riferibile a Stegoceras. La descrizione includeva anche l'olotipo della specie dubbia Texacephale langstoni nella sua analisi morfometrica, dove è stato confrontato e trovato molto simile a S. validum ma non nella misura in cui gli autori dello studio lo hanno direttamente riferito a quella specie. Tuttavia, gli autori dello studio ritennero che l'olotipo di Texacephale sia, probabilmente, un esemplare adulto del genere Stegoceras.

## Una testa bitorzoluta

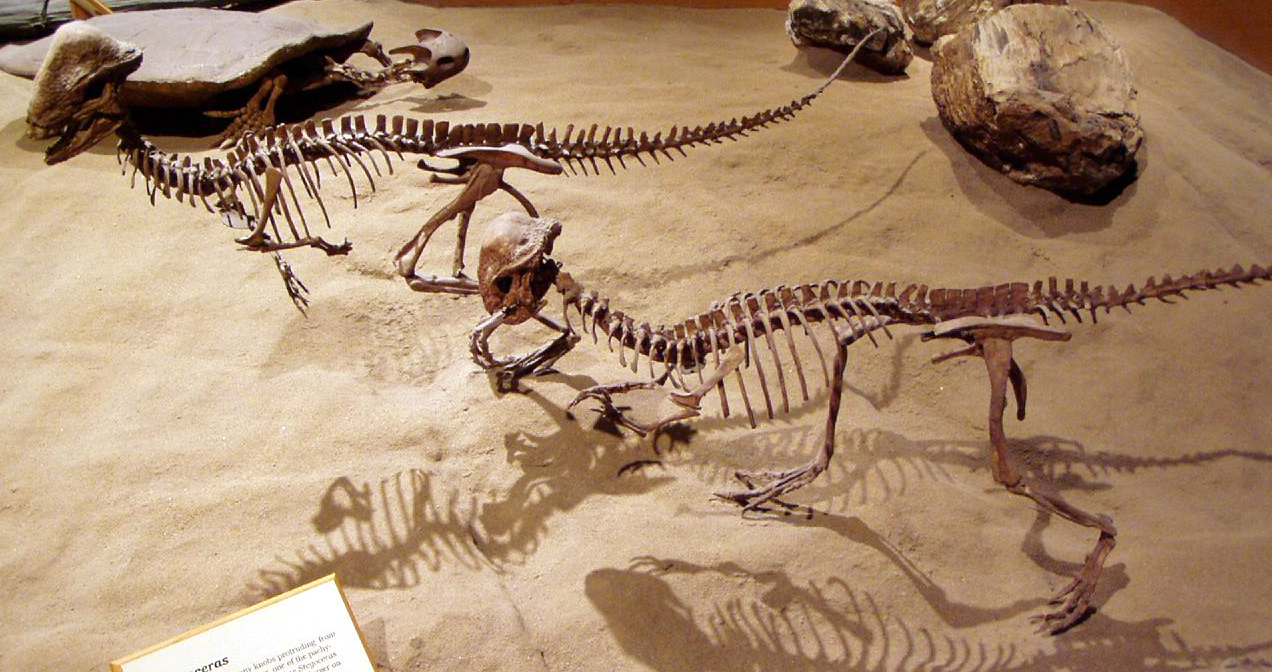
Due scheletri di Stegoceras

I pachicefalosauri avevano in comune una caratteristica: il cranio spesso e arrotondato.
Sulla testa dello Stegoceras vi erano piccole protuberanze ossee, poste a semicerchio, che si ergevano sopra gli occhi e sulla parte posteriore del collo. Gli esperti non conoscono con certezza la funzione di tali protuberanze, forse avevano uno scopo puramente decorativo oppure per intimidire sia i maschi della stessa specie sia altri animali. Alla nascita, il cranio non era robusto, ma si ispessiva a mano a mano che il dinosauro cresceva.

## Maschi e femmine
Alcuni studiosi ritengono di poter individuare nei fossili reperti esemplari di maschi e di femmine: hanno notato infatti che alcuni crani sono più spessi di altri, e credono che appartengano ai maschi. A quanto pare, il cranio di un maschio poteva raggiungere uno spessore massimo di 6 cm, circa quello di un comune mattone da costruzione.
Gli studiosi pensano che lo Stegoceras utilizzasse il robusto e ampio cranio nei combattimenti ingaggiati tra i maschi per ottenere il controllo del branco e il diritto di accoppiamento. Ritengono insomma che questo dinosauro si comportasse come fanno attualmente gli arieti della razza Bighorn dell'America settentrionale: essi, usando i crani rinforzati come armi di sfondamento.

## Uno scontro corazzato

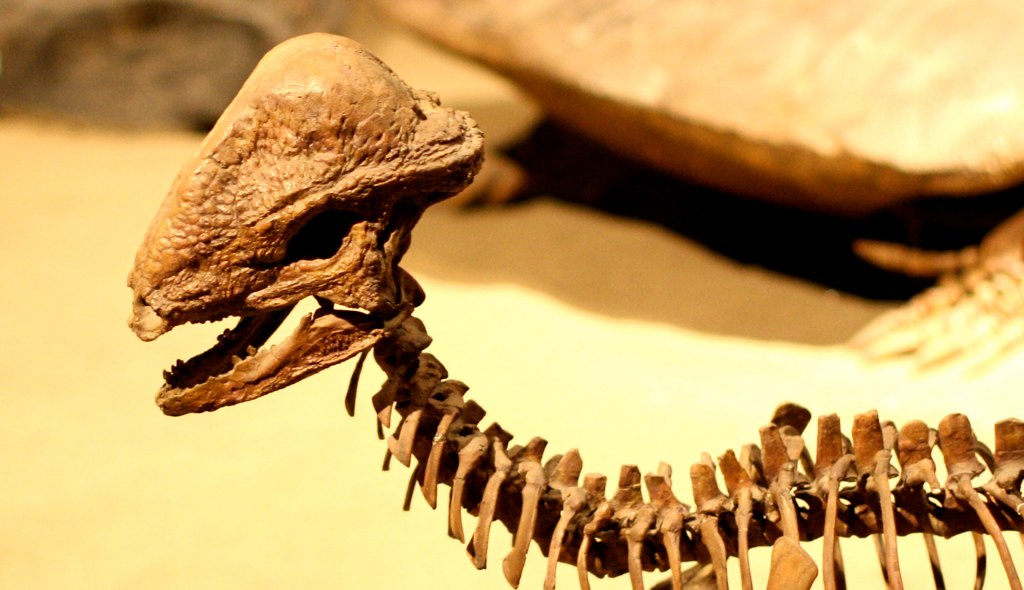
Dettaglio del cranio e ossa del collo

All'inizio del combattimento, i due dinosauri rivali si fronteggiavano a testa alta.
Poi, si scagliavano l'uno contro l'altro, fino a cozzare. Durante questo violento scontro, non si ferivano gravemente perché i loro cervelli, che avevano le dimensioni limitate di un uovo di gallina, erano protetti dal cranio, di grande spessore.
Lo Stegoceras si serviva forse del cranio, che era cinque volte più spesso di quello umano, anche come arma per respingere i predatori carnosauri.

## Un tranquillo brucafoglie
Lo Stegoceras era nel complesso un pacifico erbivoro. Pascolava nelle regioni coperte di vegetazione del Cretaceo superiore, strappando foglie e fiori dagli alberi e dalle piante basse con la bocca a becco. I denti erano taglienti e seghettati: lo Stegoceras se ne serviva per sminuzzare i vegetali, come fanno le odierne capre.